# Joe Bonamassa
Joe Bonamassa (Utica, New York, 8 mei 1977) is een Amerikaanse blues- en rockgitarist en -zanger.

## Biografie
Bonamassa groeide op als zoon van een gitaarhandelaar. Als vierjarige raakte hij in de ban van het gitaarspel van Eric Clapton. Bonamassa leerde gitaar te spelen en op zijn elfde gaf hij zijn eerste optreden, samen met B.B. King. Sindsdien toerde Bonamassa intensief mee met King, die hem het vak leerde.
Op 14-jarige leeftijd ontmoette Bonamassa Berry Oakley jr.. Die zette de jeugdband Bloodline op, met Bonamassa, Miles Davis' zoon Erin, Robby Kriegers zoon Waylon en toetsenist Lou Segreti. Bloodline bracht één album uit en twee singles: Stone Cold Hearted en Dixie Peach.
In 2000 kwam Bonamassa's eerste album uit: A New Day Yesterday, dat geproduceerd werd door Tom Dowd. In zijn band speelden drummer Kenny Kramme en bassist Eric Czar, zowel tijdens de tournee als op het album. In 2002, 2003, 2004 en 2006 produceerde hij achtereenvolgens de cd's So It's Like That, Blues Deluxe, Had to Cry Today en You and Me, waarvan de laatste de stevigste blues bevatte. Zowel So It's Like That als You and Me belandde op de eerste plek in de Amerikaanse Billboard Blues Chart. In 2007 kwam het album Sloe Gin uit en in 2009 The Ballad of John Henry. Hierna bracht Bonamassa de live-dvd Live from the Royal Albert Hall uit, waar Eric Clapton een van de special guests was. Samen speelden ze Further on up the road, het eerste nummer dat Bonamassa zichzelf op vierjarige leeftijd aanleerde, door te luisteren naar een opname van Clapton. Hierna bracht hij de live-dvd's Live fom New York-Beacon Theatre (2012) en in 2013 An Acoustic Evening at the Vienna Opera House uit. In maart 2010 kwam het album Black Rock uit en een jaar later Dust Bowl, waarna in 2012 de cd Driving Towards the Daylight verscheen. Hoewel bluesrock het overheersende genre op deze cd's is, komen er in verschillende nummers ook andere muziekinvloeden voor.
Tussendoor bracht Bonamassa in 2011 de cd Don't Explain uit, waarop hij samenwerkt met de Amerikaanse zangeres Beth Hart. Deze cd bevat elf soulcovers en niet zozeer bluesrock. Het vervolg op deze cd verscheen in mei 2013 en draagt de titel Seesaw, waarna ook getoerd werd, met als uitkomst het dubbelalbum Live in Amsterdam, dat in 2014 verscheen.
Begin 2013 bracht Bonamassa de cd We Want Groove uit met zijn project Rock Candy Funk Party, waarmee hij de funkkant op ging. In 2015 volgde het tweede album van Rock Candy Funk Party getiteld Groove is King. Tussen de twee albums in werd nog het livealbum Rock Candy Funk Party Takes New York: Live at the Iridium uitgebracht.
In 2014 verscheen het album Different Shades of Blue, met alleen composities van hemzelf.
Op 25 maart 2016 kwam Bonamassa's twaalfde album uit, onder de titel Blues of Desperation. Net als bij zijn vorige album ging hij ook hiervoor naar Nashville om voor het schrijven samen te werken met de topmuziekschrijvers James House, Tom Hambridge, Jeffrey Steele, Jerry Flowers en Gary Nicholson. De elf nummers van Blues of Desperation werden in vijf dagen met gerenommeerde muzikanten opgenomen in Nashvilles Grand Victor Sound Studios.
Bonamassa speelde samen met onder anderen John Lee Hooker, Albert Collins, Buddy Guy, James Cotton, Beth Hart en Eric Clapton.
In 2017 kreeg hij Sena Performers European Guitar Award uitgereikt door Jan Akkerman als opvolger van onder meer Brian May (Queen) en George Kooymans (Golden Earring).

## Black Country Communion
In 2010 richtte Bonamassa samen met Glenn Hughes (ex-Deep Purple,ex-Black Sabbath, als bassist en zanger), Jason Bonham, (verantwoordelijk voor de drumpartijen op het Bonamassa album "You and Me", op drums) en Derek Sherinian (onder meer ex-Dream Theater, op keyboard) een supergroep op, genaamd Black Country Communion. Dit gebeurde op initiatief van Kevin Shirley, Bonamassa's producer. Black Country Communion bracht na de oprichting de eerste cd met dezelfde titel uit. In 2011 volgde de tweede cd onder de titel 2. Eind 2011 volgde een livealbum met de titel Live over Europe. Een derde cd getiteld Afterglow verscheen in 2012.
Met Black Country Communion maakte Bonamassa meer rockmuziek dan hij op zijn albums als soloartiest doet.
In maart 2013 maakte Glenn Hughes bekend dat door onderlinge onenigheid tussen de bandleden Black Country Communion uit elkaar was gevallen. Zanger-bassist Glenn Hughes maakte op Facebook bekend dat Joe Bonamassa de band had verlaten en zijn collega's niet toestond om de naam te blijven gebruiken.
In 2016 kwam de groep weer samen en in 2017 brachten ze een nieuw album uit genaamd "BCCIV".

## Discografie

### Albums
| Album met eventuele hitnotering(en) in de Nederlandse Album Top 100 | Datum van verschijnen | Datum van binnenkomst | Hoogste positie | Aantal weken | Opmerkingen                         |
| ------------------------------------------------------------------- | --------------------- | --------------------- | --------------- | ------------ | ----------------------------------- |
| A new day yesterday                                                 | 24-10-2000            | -                     | -               | -            |                                     |
| You & me                                                            | 23-03-2006            | 15-04-2006            | 68              | 3            |                                     |
| Sloe gin                                                            | 24-08-2007            | 25-08-2007            | 27              | 5            |                                     |
| Live from nowhere in particular                                     | 15-08-2008            | 23-08-2008            | 31              | 8            | Livealbum                           |
| The ballad of John Henry                                            | 20-02-2009            | 28-02-2008            | 23              | 6            |                                     |
| Black rock                                                          | 19-03-2010            | 27-03-2010            | 28              | 7            |                                     |
| Dust bowl                                                           | 18-03-2011            | 26-03-2011            | 12              | 9            |                                     |
| Don't explain                                                       | 23-09-2011            | 01-10-2011            | 9               | 26           | met Beth Hart                       |
| Driving towards the daylight                                        | 18-05-2012            | 19-05-2012            | 12              | 15           |                                     |
| Live from New York - Beacon theatre                                 | 2012                  | 29-09-2012            | 45              | 3            |                                     |
| An acoustic evening at the vienna opera house                       | 2013                  | 23-03-2013            | 22              | 6            |                                     |
| Seesaw                                                              | 2013                  | 25-05-2013            | 11              | 13           | met Beth Hart / Goud                |
| Live in Amsterdam                                                   | 2014                  | 29-03-2014            | 13              | 9            | met Beth Hart                       |
| Tour de force - Live in London - Hammersmith Apollo                 | 2014                  | 24-05-2014            | 73              | 1            |                                     |
| Tour de force - Live in London - Royal Albert Hall                  | 2014                  | 24-05-2014            | 89              | 1            |                                     |
| Different shades of blue                                            | 2014                  | 27-09-2014            | 10              | 9            |                                     |
| Ooh yea! - The Betty Davis songbook                                 | 2015                  | 28-02-2015            | 91              | 1            | met Mahalia Barnes & The Soul Mates |
| Muddy wolf at red rocks                                             | 2015                  | 28-03-2015            | 13              | 6            |                                     |
| Live at radio city music hall                                       | 2015                  | 10-10-2015            | 10              | 6            |                                     |
| Blues of desperation                                                | 2016                  | 02-04-2016            | 2               | 11           |                                     |
| Live at the greek theatre                                           | 2016                  | 01-10-2016            | 13              | 3            |                                     |
| Live at carnegie hall - An acoustic evening                         | 2017                  | 01-07-2017            | 29              | 2            |                                     |
| Black coffee                                                        | 2018                  | 03-02-2018            | 1(1wk)          | 1*           | met Beth Hart                       |
| British blues explosion                                             | 2018                  |                       |                 |              |                                     |
| Redemption                                                          | 2018                  |                       |                 |              |                                     |
| Royal Tea                                                           | 23-10-2020            |                       |                 |              |                                     |
| Breakthrough                                                        | -7-2025               |                       |                 |              |                                     |

| Album met hitnotering(en) in de Vlaamse Ultratop 200 albums | Datum van verschijnen | Datum van binnenkomst | Hoogste positie | Aantal weken | Opmerkingen   |
| ----------------------------------------------------------- | --------------------- | --------------------- | --------------- | ------------ | ------------- |
| Black rock                                                  | 2010                  | 17-04-2010            | 98              | 1            |               |
| Dust bowl                                                   | 2011                  | 02-04-2011            | 39              | 5            |               |
| Driving towards the daylight                                | 2012                  | 26-05-2012            | 24              | 16           |               |
| Live from New York - Beacon theatre                         | 2012                  | 29-09-2012            | 70              | 7            |               |
| An acoustic evening at the vienna opera house               | 2013                  | 30-03-2013            | 71              | 8            |               |
| Seesaw                                                      | 2013                  | 25-05-2013            | 127             | 1*           | met Beth Hart |

### Dvd's
| Dvd's met hitnoteringen in de Nederlandse Music Top 30  | Datum van verschijnen | Datum van binnenkomst | Hoogste positie | Aantal weken | Opmerkingen   |
| ------------------------------------------------------- | --------------------- | --------------------- | --------------- | ------------ | ------------- |
| Live from the Royal Albert Hall                         | 2009                  | 03-10-2009            | 5               | 63           |               |
| Live from New York - Beacon theatre                     | 2012                  | 31-03-2012            | 1(3wk)          | 78           |               |
| An acoustic evening at the Vienna Opera House           | 2013                  | 30-03-2013            | 1(2wk)          | 43           |               |
| Tour de force - Live in London - The borderline         | 2013                  | 02-11-2013            | 7               | 13           |               |
| Tour de force - Live in London - Royal Albert Hall      | 2013                  | 02-11-2013            | 8               | 29           |               |
| Tour de force - Live in London - Hammersmith Apollo     | 2013                  | 02-11-2013            | 10              | 12           |               |
| Tour de force - Live in London - Shepherd's bush Empire | 2013                  | 02-11-2013            | 11              | 13           |               |
| Live in Amsterdam                                       | 2014                  | 29-03-2014            | 1(3wk)          | 166          | met Beth Hart |
| Muddy Wolf at red rocks                                 | 2015                  | 21-03-2015            | 1(2wk)          | 64           |               |
| Live at the Greek theatre                               | 2016                  | 01-10-2016            | 2               | 38           |               |
| Live at Carnegie Hall - An acoustic evening             | 2017                  | 01-07-2017            | 1(3wk)          | 32           |               |

| Dvd's met hitnoteringen in de Vlaamse Ultratop muziek-dvd top 10/20 | Datum van verschijnen | Datum van binnenkomst | Hoogste positie | Aantal weken | Opmerkingen   |
| ------------------------------------------------------------------- | --------------------- | --------------------- | --------------- | ------------ | ------------- |
| Live from New York - Beacon theatre                                 | 2012                  | 31-03-2012            | 6               | 10           |               |
| An acoustic evening at the Vienna Opera house                       | 2013                  | 30-03-2013            | 3               | 5            |               |
| Tour de force - Live in London - Royal Albert Hall                  | 2013                  | 02-11-2013            | 9               | 2            |               |
| Tour de force - Live in London - The Borderline                     | 2013                  | 09-11-2013            | 10              | 2            |               |
| Live in Amsterdam                                                   | 2014                  | 29-03-2014            | 2               | 12           | met Beth Hart |

### NPO Radio 2 Top 2000
| Nummers met noteringen in de NPO Radio 2 Top 2000 | '15  | '16  | '17  | '18  | '19  | '20  | '21 | '22 | '23  | '24  |
| ------------------------------------------------- | ---- | ---- | ---- | ---- | ---- | ---- | --- | --- | ---- | ---- |
| Dust Bowl                                         | 1094 | 1258 | 1239 | 1456 | 1774 | -    | -   | -   | -    | -    |
| I'll Take Care of You (met Beth Hart)             | -    | -    | -    | -    | -    | -    | 978 | 972 | 1034 | 1066 |
| Why Don't You Do Right? (met Beth Hart)           | ×    | ×    | ×    | -    | 1511 | 1618 | -   | -   | -    | -    |

1. ↑  Een '-' betekent dat het nummer niet was genoteerd, een '×' betekent dat het nummer nog niet was uitgebracht en een vetgedrukt getal geeft de hoogste notering van een nummer aan.
2. ↑  2015 was het eerste jaar met een notering voor Joe Bonamassa.